# Aelia Sentia
Aelia Sentia va ser una llei del temps d'August, segurament de l'any 3, proposada pels cònsols Sext Eli Cat i Gai Senti Saturní, que regulava la manumissió d'esclaus. Per aquesta llei els esclaus que havien estat encadenats pels seus amos com a càstig o havien rebut altres càstigs esmentats a la llei, si després rebien la manumissió pel mateix amo o per un altre no es convertien en ciutadans romans ni llatins sinó que passaven a ser peregrins dediticis (peregrini dediticii).
També regulava l'edat per la manumissió d'esclaus (els esclaus fins als 30 anys) i els que per sota d'aquesta edat rebien la manumissió només rebien la ciutadania romana si hi havia causa legal establerta davant un consilium (aquesta mena de consilii es feien sovint a províncies i també a Roma) i si eren hereus de l'amo i aquest no era solvent. Els que després de la manumissió havien esdevingut ciutadans llatins podien accedir a la ciutadania romana en certes condicions que regulava la llei (s'havien d'haver casat amb una dona romana o una dona d'una colònia, o una dona de la seva mateixa classe, i llavors l'home, la dona i els fills podien ser ciutadans. En cas de la mort del pare abans d'acabar el procediment la dona el podia continuar.
Si un home donava la manumissió a un esclau en frau de creditors o per defraudar, la manumissió s'invalidava. Cap persona per sota dels 20 anys podia donar la manumissió a un esclau excepte per procediment legal (vindicta) establint la causa legal en un consilium; encara que a partir dels 14 anys es podia atorgar testament, les manumissions atorgades no eren valides; fins i tot per sota dels 20 anys, havia de seguir el mateix procediment per donar la manumissió a un esclau que s'havia de convertir en ciutadà llatí. Les previsions contra la manumissió en frau no s'aplicaven als peregrini, però s'hi van estendre parcialment al temps d'Hadrià.